# Телятников, Абрам Петрович
Абрам Петрович Телятников (1 [13] июля 1898, Киевская губерния — 1 ноября 1979, Москва) — советский скульптор. Член Союза художников СССР (1932). Работал преимущественно в монументально-декоративной и станковой скульптуре. Муж скульптора З. В. Баженовой.

## Биография
Абрам Телятников родился 1 (13) июля 1898 года в деревне Антоновка Киевской губернии. Окончил среднюю школу, затем был призван в армию. В 1918—1922 годах учился в Одесском институте изобразительных искусств у П. В. Сабсая. После окончания института переехал в Москву. В 1922—1928 годах работал руководителем кружков ИЗО и лепки в городских клубах. В 1928—1930 годах учился в московском Вхутеине у В. И. Мухиной, И. М. Чайкова и С. Ф. Булаковского. Его однокурсницей во Вхутеине была будущая жена — скульптор З. В. Баженова.
В 1928 году Абрам Телятников вступил в Объединение молодёжи ассоциации художников революции, в 1930 году был принят в Ассоциацию художников революции. В 1930—1932 году работал по контракту в ИЗОГИЗе. В 1931 году принимал участие в антиимпериалистической выставке, организованной ФОСХ. В 1932 году стал членом Московского отделения Союза художников (МОСХ). В 1937 году участвовал в выставке скульптуры в Москве.
В 1930-х годах активно работал в садово-парковой скульптуре. Выполнил несколько скульптур пионеров для детского городка: ЦПКиО им. Горького: «Пионер с винтовкой», «Пионерка с луком», «Пионерка с противогазом» и другие. Скульптура «Пионер с винтовкой» изображает мальчика в пионерской форме, заряжающего винтовку. «Пионерка с луком» является парной скульптурой к «Пионеру с винтовкой». Скульптура изображает девочку в футболке, натягивающую лук. Эта скульптура стояла и в других парках, в частности в Измайловском. Скульптура «Пионерка с противогазом» изображает девочку с противогазом в руках.
Абрам Телятников был известен главным образом как скульптор-портретист. Среди его работ в этом жанре выделяются портреты К. Маркса, В. И. Ленина, С. М. Кирова. В 1949 году он выполнил в мраморе бюст критика В. В. Стасова (ныне в собрании Государственной Третьяковской галереи, инв. 27880). Уменьшенная мраморная копия этого бюста хранится в Государственном Русском музее, а копия из тонированного гипса — в Российском национальном музее музыки. Копии выполненного в 1950 году бюста геолога и почвоведа В. В. Докучаева находятся в МГУ и в Музее им. Тимирязева.
Работал по договорам с предприятиями Художественного фонда СССР. Скульптуры Абрама Телятникова устанавливались в колхозах, совхозах, на заводах и фабриках. Состоял членом бюро секции скульптуры и членом ревизионной комиссии МОСХа.
Жил в Москве (улица Володарского, 42). Умер 1 ноября 1979 года. Похоронен на Новом Донском кладбище.

## Работы
- Скульптурная группа «Стратосфера» (1934, совместно с З. М. Сирвинт и З. В. Баженовой, сад «Эрмитаж»)[11]
- Скульптурная группа «Арктика» (1934, совместно с З. М. Сирвинт и З. В. Баженовой, сад «Эрмитаж»)[11]
- Пионер с винтовкой (1936, железобетон и чугун, высота 1,5 м)[6]
- Пионерка с луком (1936, железобетон и чугун, высота 1,5 м)[6]
- Пионерка с противогазом (1936, железобетон, высота 1,7 м)[6]
- Пионерка (1936)[12][13]
- Пионер-горнист (1937)[14]
- Девушка с ружьём (1938)[15]
- Мальчик с луком (1938)[16]
- Бюст В. В. Стасова (1949, мрамор, высота 90 см, ГТГ)[1]
- Бюст В. В. Докучаева (1950, мрамор, высота 68 см, МГУ и Музей им. Тимирязева)[3][8]
- Бюст В. И. Ленина (1956, бронза, Ярославский нефтеперерабатывающий завод)[3]
- Портрет В. И. Ленина (1957, мрамор)[3]
- Портрет К. Маркса (1957, мрамор, Курский аккумуляторный завод)[3]
- Бюст А. М. Горького (1957, бронза, Лисичанский химкомбинат)[3]
- Бюст В. И. Ленина (1971, мрамор, Хлопчатобумажно-ткацкая фабрика «Организованный труд» Владимирской области)
- Проект памятника В. Ф. Снегирёву и бюст (Историко-культурный центр им. Б. М. Кустодиева Островского района Костромской области)[3][17]
- Бюст В. И. Ленина (1972, бронза, Докучаевский интернат для престарелых и инвалидов)
- Бюст А. С. Пушкина для Дворца пионеров в Шатуре Московской области[3]
- Бюст-памятник С. М. Кирову в Днепропетровске (мрамор)[3]